# Маловидное (Полтавская область)
Маловидное (укр. Маловидне) — село,
Ковалевский сельский совет,
Котелевский район,
Полтавская область,
Украина.
Код КОАТУУ — 5322281503. Население по переписи 2001 года составляло 81 человек.

## Географическое положение
Село Маловидное находится в 2,5 км от левого берега реки Мерла,
на расстоянии в 1 км от села Ковалёво и в 1,5 км от села Стадница.
К селу примыкает лесной массив (берёза, ель).

## История
Село указано на трехверстовке Полтавской области. Военно-топографическая карта.1869 года как хутор Уваровский